# کاستور کانترو
کاستور کانترو (اسپانیایی: Castor Cantero‎؛ زادهٔ ۱۲ ژانویهٔ ۱۹۱۸ - درگذشته نامشخص) بازیکن فوتبال اهل پاراگوئه بود.
از باشگاه‌هایی که در آن بازی کرده‌است می‌توان به باشگاه ورزشی الیمپیا اشاره کرد.
وی همچنین در تیم ملی فوتبال پاراگوئه بازی کرده‌است.